# Верхогляд, Геннадий Викторович
Геннадий Викторович Верхогляд (род. 17 сентября 1951 год) — народный артист Российской Федерации (2006), актёр Ростовского музыкального театра. Награждён орденом «За заслуги перед Ростовской областью» (2014).

## Биография
Геннадий Верхогляд родился 17 сентября 1951 года.
Получил образование в Краснодарском музыкальном училище.
Затем переехал в Ростов-на-Дону и начал учиться в музыкально-педагогическом институте по специальности оперный и концертный певец.
Его обучение проходило в классе известного оперного певца, заслуженного артиста Молдавской ССР Владимира Ивановича Васильева. Учебу в институте он совмещал с работой по контракту в областной филармонии, в труппе Александры Рейф. После окончания Музыкально-педагогического института, в 1983 году его зачислили в труппу Ростовского театра музыкальной комедии, где он сыграл в 60 репертуарных спектаклях.
Он исполнял партии Борса («Риголетто» Дж. Верди), Гастона («Травиата» Дж. Верди), Горо («Мадам Баттерфляй» Дж. Пуччини), Жестена ("Бал в «Савойе» П. Абрахама), Графа Данило («Веселая вдова» Ф. Легара), Бомелия («Царская невеста» Н. Римского-Корсакова), Барона Штальбрука («Принцесса цирка» И. Кальмана), Коростелева («Попрыгунья» А. Конопелько), Задрипанного мужичонка («Леди Макбет Мценского уезда» Д. Шостаковича), Ерошка («Князь Игорь» А. Бородина), Ремендадо («Кармен» Ж. Бизе), Трике («Евгений Онегин» П. Чайковского), Председателя Стешки («Бабий бунт» Е. Птичкина), Чумакова («Белая акация» И. Дунаевского).
В 2002 году отмечен почётной грамотой Министерства Культуры Российской Федерации.
В 2006 году ему присвоили звание «Народного артиста Российской Федерации».
Геннадию Верхогляду согласно Распоряжению Администрации Ростовской области от 16.03.09 № 71 были назначены ежегодные разовые выплаты
Главы Администрации (Губернатора) Ростовской области.
В 2014 году награждён орденом «За заслуги перед Ростовской областью». Геннадий Верхогляд выезжал на сольные гастроли в Англию.
Дружит с композитором Игорем Левиным.